# Курпфальцский музей

Карл Шпицвег: Спящий ночной сторож (ок. 1875)

Курпфальцский музей (нем. Kurpfälzisches Museum) — музей искусства и археологии в Гейдельберге, Германия. Он расположен во Дворце Морасс. Музей был основан в конце 1870-х годов, когда город Гейдельберг приобрел частную коллекцию художника и искусствоведа Шарля де Граймберга.

## Коллекция

### Археология
Находки из нижней части долины Неккара, в том числе факсимиле нижней челюсти Homo heidelbergensis, обнаруженное в Мауэре; римские артефакты; реконструкция митреума Гейдельберга в натуральную величину; и предметы, относящиеся к периоду, когда Гейдельберг был резиденцией курфюрстов Пфальца.

### Картины
Работы XV—XX веков, в том числе портреты исторических фигур Гейдельберга (Фридриха V, Елизаветы Шарлотты, Перкео); религиозные произведения Рогира ван дер Вейдена и Лукаса Кранаха Старшего; голландские натюрморты XVII-го века; картины рококо XVIII века; работы XIX века Карла Ротмана, Ансельма Фейербаха и Вильгельма Трюбнера; и работы XX-го века Александра Канольдта, Алексея Явленского и Макса Бекмана.

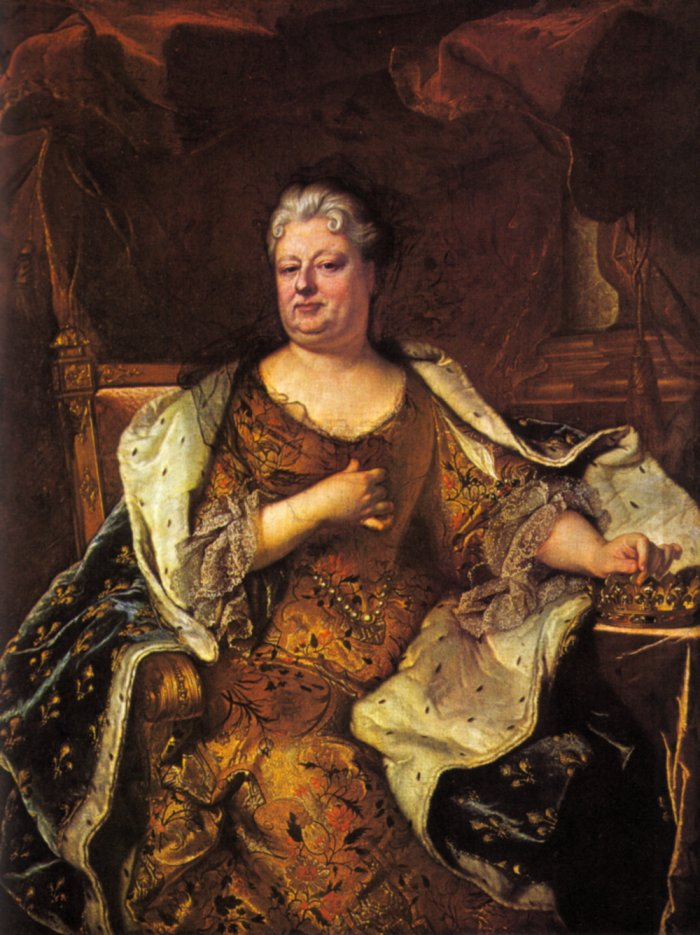
Гиацинт Риго: Елизавета Шарлотта, принцесса Пфальца (1713)

### Изобразительное искусство
7000 акварельных рисунков и чуть менее 13 000 печатных рисунков от средневековья до XX-го века, в том числе работы Петра Антона фон Вершаффельта, Карла Филиппа Фора, Георга Шримпфа и Марка Шагала. Работы местных художников широко представлены в музее, особенно те, которые относятся к романтическому периоду и XX веку. Многие из старых работ предоставляют исторические представления о городе, замке и прошлом Пфальца. Работы на бумаге чувствительны к свету и не могут быть выставлены на постоянную экспозицию.

### Прикладное искусство
Коллекция прикладного искусства включает в себя фарфор, монеты, медальоны, мебель и изделия из стекла. Четыре комнаты были украшены для воссоздания XVIII-го и XIX-го веков, например, с размещением франкентальского фарфора и портретов принцев-курфюрстов. Существуют также репрезентативные костюмы семей Гейдельберга XVIII—XX вв. и коллекция предметов домашнего обихода, когда-то принадлежавших пфальцграфине Елизавете Августине (1721—1794).

### Скульптуры
Работы XII—XX веков, в том числе средневековые надгробия из бывшего монастыря Августина, скульптуры раннего барокко из домов в старом городе Гейдельберга, а также скульптуры Старого моста, герцога-курфюрста Карла Теодора и богини Минервы. Двумя наиболее важными произведениями являются Алтарь Апостолов Тильмана Рименшнайдера (1509 год) и каменная отливка Вильгельма Лембрука «Рюкбликенде».

### Региональная история
Исторические предметы, включая самые старые каменные реликвии из Гейдельберга, реконструированную кухню около 1600 года, модели Старого моста скульптора XVIII-го века Линка и коллекция картин Фердинанда Кобелля, изображающих разрушение моста плывущим по реке льдом в 1784 году. Существует также модель средневекового центра старого города.

### Коллекция текстиля Макса Берка
Принадлежащая отделу прикладного искусства музея, но экспонируемая отдельно в бывшей евангелической церкви, эта коллекция включает женские костюмы, относящиеся ко второй половине XVIII-го века, а также аксессуары, предметы быта и предметы декоративного текстиля. В коллекции присутствуют также редкие предметы из Индии, Бали, Явы и Перу, а также коллекция британских и американских лоскутных одеял за последние 200 лет.